# Abad

Las armas de un abad católico se distinguen por un báculo de oro con un velo adjunto y un galero negro con doce borlas (el galero de un abad territorial sería verde)

Abad (del arameo Abba que significa "padre") es un título eclesiástico otorgado al jefe masculino de un monasterio en varias tradiciones religiosas occidentales, incluido el cristianismo. El cargo también puede otorgarse como título honorífico a un clérigo que no sea el jefe de un monasterio. El equivalente femenino es abadesa.

## Orígenes
El título tuvo su origen en los monasterios de Egipto y Siria, se extendió por el Mediterráneo oriental y pronto fue aceptado generalmente en todos los idiomas como la designación del jefe de un monasterio. La palabra se deriva del arameo av que significa "padre" o abba, que significa "mi padre" (todavía tiene este significado en hebreo israelí contemporáneo: אבא) En la Septuaginta, se escribió como "abbas".  Al principio se empleó como un título respetuoso para cualquier monje, pero pronto fue restringido por la ley canónica a ciertos sacerdotes superiores. A veces se aplicó a varios sacerdotes, por ejemplo, en la corte de la monarquía franca, Abbas palatinus ("del palacio") y Abbas castrensis ("del campo") eran capellanes de la corte y el ejército de los soberanos merovingios y carolingios respectivamente. El título de abad tuvo un uso bastante generalizado en las órdenes monásticas occidentales cuyos miembros incluyen sacerdotes.

## Historia monacal
Un abad (del latín: Abbas ("padre"), del griego antiguo: ἀββᾶς (Abbas), desde el arameo: אבא / ܐܒܐ ('Abba, "padre"); comparar alemán: Abt; francés: abbé; inglés: abbot) es el superior y gobernador en jefe de una comunidad de monjes, también llamada en el este hegumen o archimandrita. La versión en inglés para una jefa monástica femenina es Abbess.

### Época antigua
En Egipto, el primer hogar del monaquismo, la jurisdicción del abad, o archimandrita, estaba vagamente definida. A veces gobernaba solo una comunidad, a veces sobre varias, cada una de las cuales también tenía su propio abad. San Juan Casiano habla de un abad de la Tebaida que tenía 500 monjes a su cargo. Según la Regla de San Benito, que hasta las reformas cluniacenses era la norma en Occidente, el abad tiene jurisdicción sobre una sola comunidad. La regla, como era inevitable, estaba sujeta a frecuentes violaciones; pero no fue hasta la fundación de la Orden cluniacense que se reconoció definitivamente la idea de un abad supremo que ejerciera jurisdicción sobre todas las casas de una orden.

Escudo de un abad mitrado, ordinario de una abadía territorial.

Los monjes, por regla general, eran laicos, y al principio el abad no fue una excepción. Para la recepción de los sacramentos y para otros oficios religiosos, se ordenó al abad y sus monjes que asistieran a la iglesia más cercana. Esta regla resultó inconveniente cuando un monasterio estaba situado en un desierto o lejos de una ciudad, y la necesidad obligó a la ordenación de algunos monjes. Esta innovación no se introdujo sin lucha, considerándose la dignidad eclesiástica como incompatible con la vida espiritual superior, pero, antes del fin del siglo V, al menos en Oriente, los abades parecen haberse convertido casi universalmente en diáconos, si no sacerdotes. El cambio se extendió más lentamente en Occidente, donde el cargo de abad solía ser ocupado por laicos hasta finales del siglo VII. El liderazgo eclesiástico ejercido por los abades a pesar de su frecuente condición de laicos se demuestra por su asistencia y votación en los consejos eclesiásticos. Así, en el primer Concilio de Constantinopla, 448 d.C., firman 23 archimandritas o abades, con 30 obispos. 
El segundo Concilio de Nicea, 787 d. C., reconoció el derecho de los abades a ordenar a sus monjes a las órdenes inferiores  por debajo del diaconado, un poder generalmente reservado a los obispos.
Los abades solían estar sujetos a la jurisdicción episcopal y, en general, continuaron así, de hecho, en Occidente hasta el siglo XI. El Código de Justiniano (lib. I. Tit. Iii. De Ep. Leg. Xl.) subordina expresamente al abad a la supervisión episcopal. El primer caso registrado de la exención parcial de un abad del control episcopal es el de Fausto, abad de Lerins, en el concilio de Arlés, 456 dC; pero las exorbitantes demandas y exacciones de los obispos, a las que se debe atribuir este rechazo al control episcopal, mucho más que a la arrogancia de los abades, la hicieron cada vez más frecuente y, en el siglo VI, la práctica de eximir a las casas religiosas en parte o en totalmente del control episcopal, y haciéndolos responsables solo ante el Papa, recibió un impulso de Papa Gregorio el Grande. Estas excepciones, introducidas con un buen objeto, se habían convertido en un mal generalizado en el siglo XII, creando virtualmente un imperium in imperio y privando al obispo de toda autoridad sobre los principales centros de influencia de su diócesis.

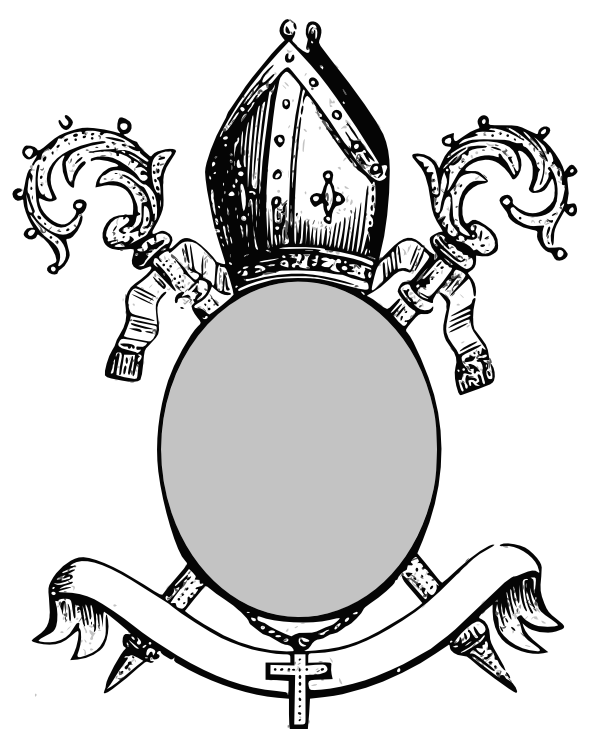
Modelo del Escudo de un Abad Antes de la Revolución Francesa

### Época medieval
En el siglo XII, los abades de Fulda reclamaron la precedencia del arzobispo de Colonia. Los abades asumieron cada vez más un estado casi episcopal y, desafiando la prohibición de los primeros concilios y las protestas de San Bernardo de Claraval y otros, adoptaron las insignias episcopales de mitra, anillo, guantes y sandalias. 
Se ha sostenido que los papas a veces concedieron el derecho a llevar mitras a los abades antes del siglo XI, pero los documentos en los que se basa esta afirmación no son auténticos. El primer ejemplo indudable es la bula por la que Alejandro II en 1063 concedió el uso de la mitra a Egelsinus, abad del monasterio de San Agustín en Canterbury. Los abades mitrados en Inglaterra eran los de Abingdon, St Alban's, Bardney, Battle, Bury St Edmunds, St Augustine's Canterbury, Colchester, Croyland, Evesham,Glastonbury, Gloucester, St Benet's Hulme, Hyde, Malmesbury, Peterborough, Ramsey, Reading, Selby, Shrewsbury, Tavistock, Thorney, Westminster, Winchcombe y St Mary's York. De estos, la precedencia fue cedida al abad de Glastonbury, hasta que en 1154 d. C. Adriano IV se lo concedió al abad de St Alban, en cuyo monasterio se había criado. A continuación, el abad de St Alban clasificó al abad de Westminster y luego a Ramsey.  En otros lugares, los abades mitrados que se sentaron en los estados de Escocia fueron de Arbroath, Cambuskenneth, Coupar Angus, Dunfermline, Holyrood, Iona, Kelso, Kilwinning, Kinloss, Lindores, Paisley, Melrose, Scone, St Andrews Priory y Sweetheart.[cita requerida] Para distinguir a los abades de los obispos, se ordenó que su mitra debería estar hecha de materiales menos costosos y no debería estar adornada con oro, una regla que pronto fue ignorada por completo, y que el cayado de su bastón pastoral (el báculo) deberían volverse hacia adentro en lugar de hacia afuera, lo que indica que su jurisdicción se limitaba a su propia casa.[cita requerida]

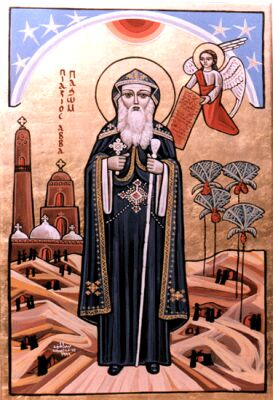
Icono copto de San Pacomio, fundador del monaquismo cenobítico

La adopción de ciertas insignias episcopales (pontificalia) por los abades fue seguida por una usurpación de las funciones episcopales, que tuvieron que ser protegidas de manera especial pero ineficaz por el concilio de Letrán, en 1123 d. C. consentimiento del obispo, como hemos visto, fue permitido por el segundo concilio de Nicea, 787 dC, para conferir la tonsura y admitir a la orden del lector; pero gradualmente los abades, también en Occidente, avanzaron reclamos superiores, hasta que en 1489 d. C. Inocencio IV les permitió conferir tanto el subdiaconado como el diaconado. Por supuesto, siempre y en todas partes tenían el poder de admitir a sus propios monjes y revestirlos del hábito religioso.[cita requerida]

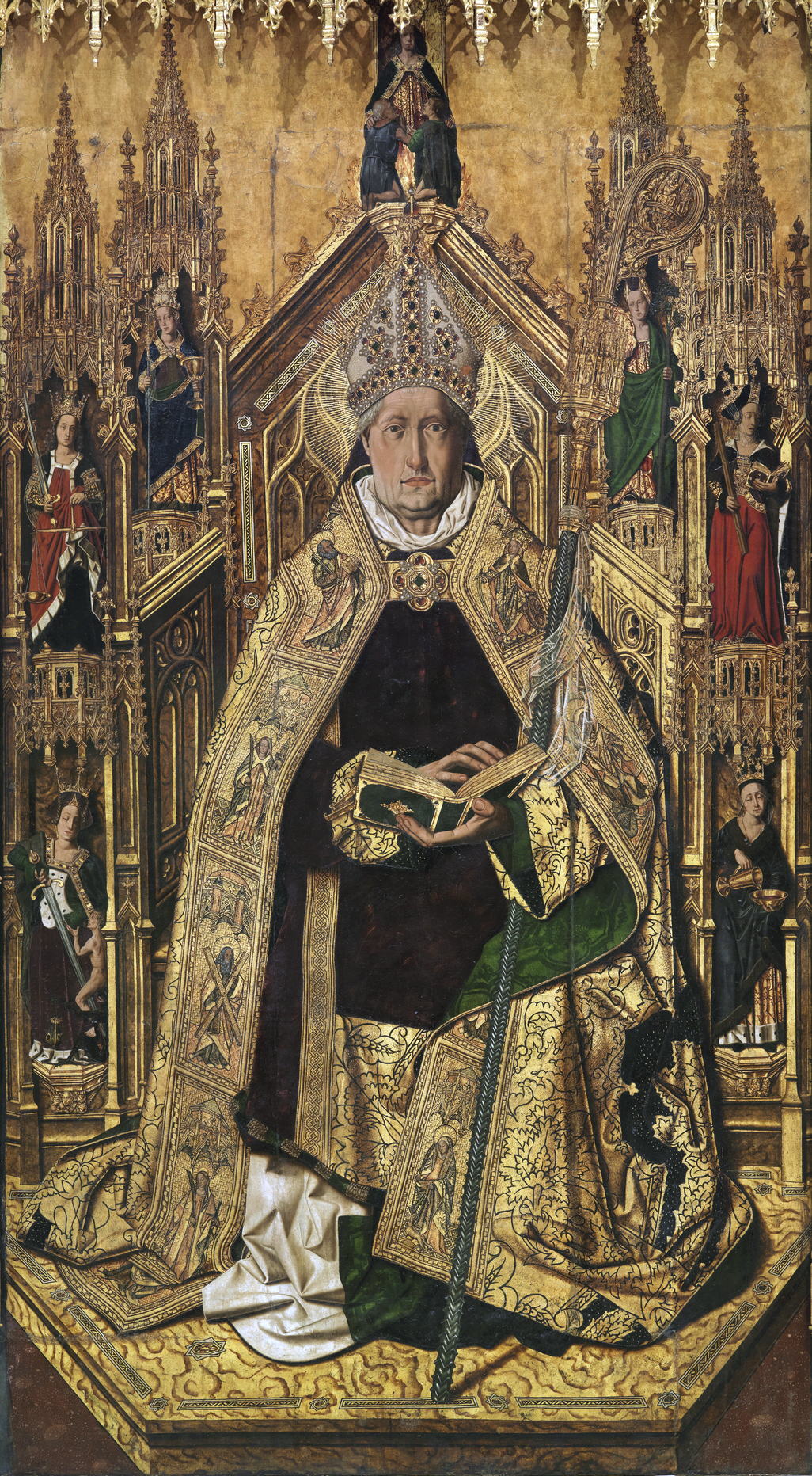
Santo Domingo de Silos entronizado como abad (gótico hispano-flamenco del siglo XV)

El poder del abad era paterno pero absoluto, limitado, sin embargo, por el derecho canónico. Uno de los principales objetivos del monaquismo era la purificación del yo y el egoísmo, y la obediencia se consideraba un camino hacia esa perfección. Era un deber sagrado ejecutar las órdenes del abad, e incluso actuar sin sus órdenes a veces se consideraba una transgresión. Ejemplos entre los monjes egipcios de esta sumisión a las órdenes de los superiores, exaltada en virtud por aquellos que consideraban el aplastamiento total de la voluntad individual como un objetivo, son detallados por Cassian y otros, por ejemplo, un monje regando un palo seco, día tras día, durante meses, o tratando de quitar una enorme roca que excedía inmensamente sus poderes.

### Nombramientos
Cuando se produjo una vacante, el obispo de la diócesis eligió al abad entre los monjes del monasterio, pero el derecho de elección fue transferido por jurisdicción a los propios monjes, reservando al obispo la confirmación de la elección y la bendición del nuevo. abad. En las abadías exentas de la jurisdicción diocesana del arzobispo, la confirmación y la bendición debían ser conferidas por el Papa en persona, siendo la casa gravada con los gastos del viaje del nuevo abad a Roma. Era necesario que un abad tuviera al menos 30 años de edad, de nacimiento legítimo, un monje de la casa durante al menos 10 años, a menos que no proporcionara un candidato adecuado, cuando se le permitió la libertad de elegir de otro monasterio, bien instruido y capaz de instruir a otros, uno también que había aprendido a mandar por haber practicado la obediencia. En algunos casos excepcionales, se permitió a un abad nombrar a su propio sucesor. Cassian habla de un abad en Egipto haciendo esto; y en tiempos posteriores tenemos otro ejemplo en el caso de San Bruno. Papas y soberanos invadieron gradualmente los derechos de los monjes, hasta que en Italia el papa usurpó el nombramiento de todos los abades y el rey en Francia, con la excepción de Cluny, Premontré y otras casas, jefes de su orden. La elección era vitalicia, a menos que el abad fuera canónicamente privado por los jefes de su orden, o cuando estuviera directamente sujeto a ellos, por el papa o el obispo, y también en Inglaterra era por un período de 8 a 12 años.[cita requerida]
La ceremonia de la admisión formal de un abad benedictino en la época medieval es así prescrita por el consuetudinario de Abingdon. El abad recién elegido debía quitarse los zapatos en la puerta de la iglesia y dirigirse descalzo al encuentro de los miembros de la casa que avanzaban en procesión. Después de avanzar por la nave, debía arrodillarse y orar en el escalón más alto de la entrada del coro, en el que el obispo o su comisario lo introduciría y lo colocaría en su puesto. Los monjes, arrodillándose entonces, le dieron el beso de la paz en la mano, y elevándose, en la boca, el abad sosteniendo su bastón de oficio. Luego se calzó los zapatos en la sacristía y un capítulo se llevó a cabo, y el obispo o su delegado predicó un sermón adecuado.

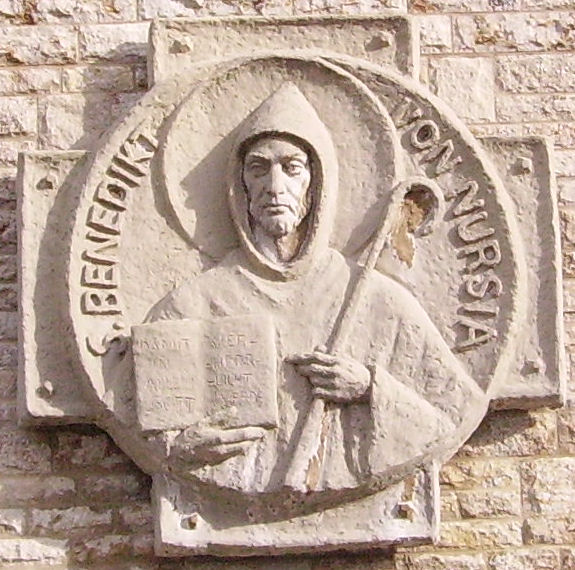
Talla de San Benito de Nursia, sosteniendo un báculo de abad y su Regla para los monasterios (Münsterschwarzach, Alemania)

## Métodos de elección
En los primeros días de las instituciones monásticas, el primer superior de la casa solía ser su fundador; en cualquier otro caso, el abad era nombrado o elegido. Algunos abades en realidad eligieron sucesores, pero fueron casos verdaderamente excepcionales. En muchos lugares, cuando se crearon las vacaciones, el obispo de la diócesis eligió a un superior entre los monjes del monasterio, pero parece que, desde el principio, el nombramiento de un abad tuvo lugar entre los propios monjes.[cita requerida] San Benito ordenó (Regla LXIV) que el abad debía ser elegido "con la aprobación de toda la comunidad, o de una pequeña parte, siempre que su elección se hiciera con la mayor sabiduría y discreción". El obispo de la diócesis, los abades y los cristianosLos barrios fueron convocados para impugnar la posible elección de un hombre indigno. Cada casa religiosa que profesa su Regla ha adoptado el método prescrito por el gran legislador monástico y, con el tiempo, el derecho de los monjes a elegir su propio abad ha sido generalmente reconocido, especialmente después de la confirmación solemne en los cánones de la Iglesia. Pero durante la Edad Media, cuando los conventos eran ricos y poderosos, los reyes y príncipes abusaron gradualmente de los derechos de los monjes, hasta que en la mayoría de los países el gobernante usurpó por completo el poder de nombrar abades en muchas de las casas más grandes de su reino. Esta injerencia de la corte en los asuntos del claustro eran al mismo tiempo fuente de muchos males y motivo de graves disturbios. Sus efectos sobre la disciplina monástica fueron desastrosos: los derechos del claustro se restauraron solo con el Concilio de Trento.[cita requerida]

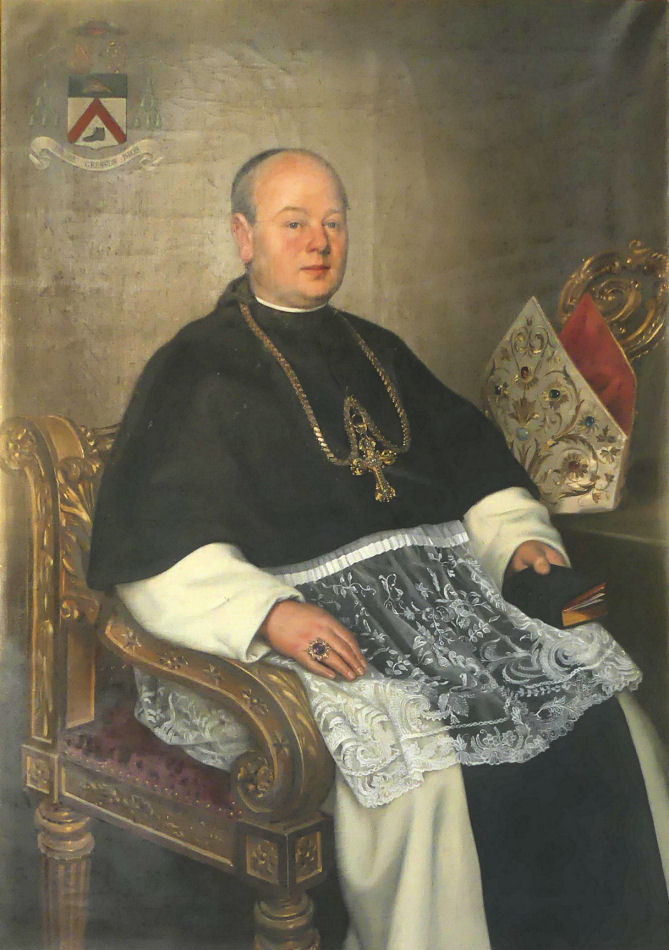
Thomas Schoen, abad de la abadía de Bornem

Según la legislación vigente, el abad es elegido vitalicio, por sufragio secreto, de los miembros profesos in sacris de la comunidad. Para ser elegible, el candidato debe poseer todas las características requeridas por los cánones de la Iglesia. También es necesario que sea presbítero, miembro profeso de la orden, de nacimiento legítimo y al menos veinticinco años de edad. Para ser válida, la elección debe realizarse de la manera prescrita por el derecho común de la Iglesia y según lo establecido en los estatutos o constituciones de cada congregación. En las congregaciones inglesas y americanas, el abad de un monasterio es elegido de por vida con una mayoría de dos tercios de los votos de los miembros profesos in sacris.del capítulo. A continuación, los abades, cuando es necesario, eligen al abad como presidente.[cita requerida]
Las abadías exentas que se encuentren bajo la jurisdicción directa del Papa deben, en el plazo de un mes, solicitar a la Santa Sede la confirmación de la elección; casas que no están exentas, dentro de los tres meses, al obispo de la diócesis. La confirmación confiere jus in re al abad electo y, en cuanto la obtiene, adquiere inmediatamente los deberes y derechos de su cargo. La perpetuidad canónica está ligada a la dignidad abacial: semel abbas, semper abbas ; incluso después de cualquier renuncia, la dignidad persiste y el título permanece. Las abadías benedictinas estadounidenses y británicas disfrutan de la exención; para América, los abades recién elegidos son confirmados directamente por el Papa; en Inglaterra, según la última Constitución, Diu quidem est (1899), son confirmados por el Abad Presidente en nombre de la Santa Sede.

## Bendición del abad
Después de la confirmación eclesiástica, el abad recién elegido es bendecido solemnemente según el rito prescrito en el Pontificale Romanum ( De benedictione Abbatis ). Desde la Constitución de Benedicto XIII, Commissi Nobis del 6 de mayo de 1725, todos los abades regulares están obligados a recibir esta bendición del obispo de la diócesis (o, al menos, a solicitarla formalmente tres veces) dentro del año de su elección ; si no se lleva a cabo la ceremonia a tiempo, incurren ipso jure en suspensión del cargo por un período de un año. Si la solicitud no es satisfecha por tercera vez por el obispo diocesano o el metropolitano, el abad es libre de recibir la bendición de cualquier obispo en comunión con Roma.[cita requerida]
La Constitución declara expresamente que los abades recién elegidos pueden realizar legítima y válidamente todas las funciones de su cargo en el período de tiempo que precede a su bendición solemne. Sin embargo, cabe señalar que la legislación deseada por Benedicto XIII no se aplica a aquellos abades que tienen el privilegio de recibir la bendición de sus superiores directos, ni a aquellos cuya elección y confirmación es considerada ipso facto como bendecida por el Papa. Para el ejercicio del oficio de abad, la bendición no es en sí misma esencial: no confiere jurisdicción adicional y no implica ninguna gracia sacramental o carisma. Para recibir la bendición, un abad nulliuspuede apelar a cualquier obispo en comunión con la Santa Sede. Según la Constitución de León XIII, Diu quidem est (1899), para ser bendecidos, los abades de la Congregación inglesa deben presentarse al Ordinario diocesano dentro de los seis meses siguientes a su elección y en el caso de que el diocesano sea prejuiciosos, pueden recibir la bendición de cualquier obispo católico.[cita requerida] A día de hoy, según el ceremonial, la bendición abacial también puede celebrarla otro abad (sobretodo el superior de la orden) o un prelado no obispo, si hay causa justa y con permiso del ordinario del lugar (Cf Ritual Romano, Ritual de la profesión religiosa, capítulo III: Rito de la profesión religiosa dentro de la Misa, nn. 50—51).

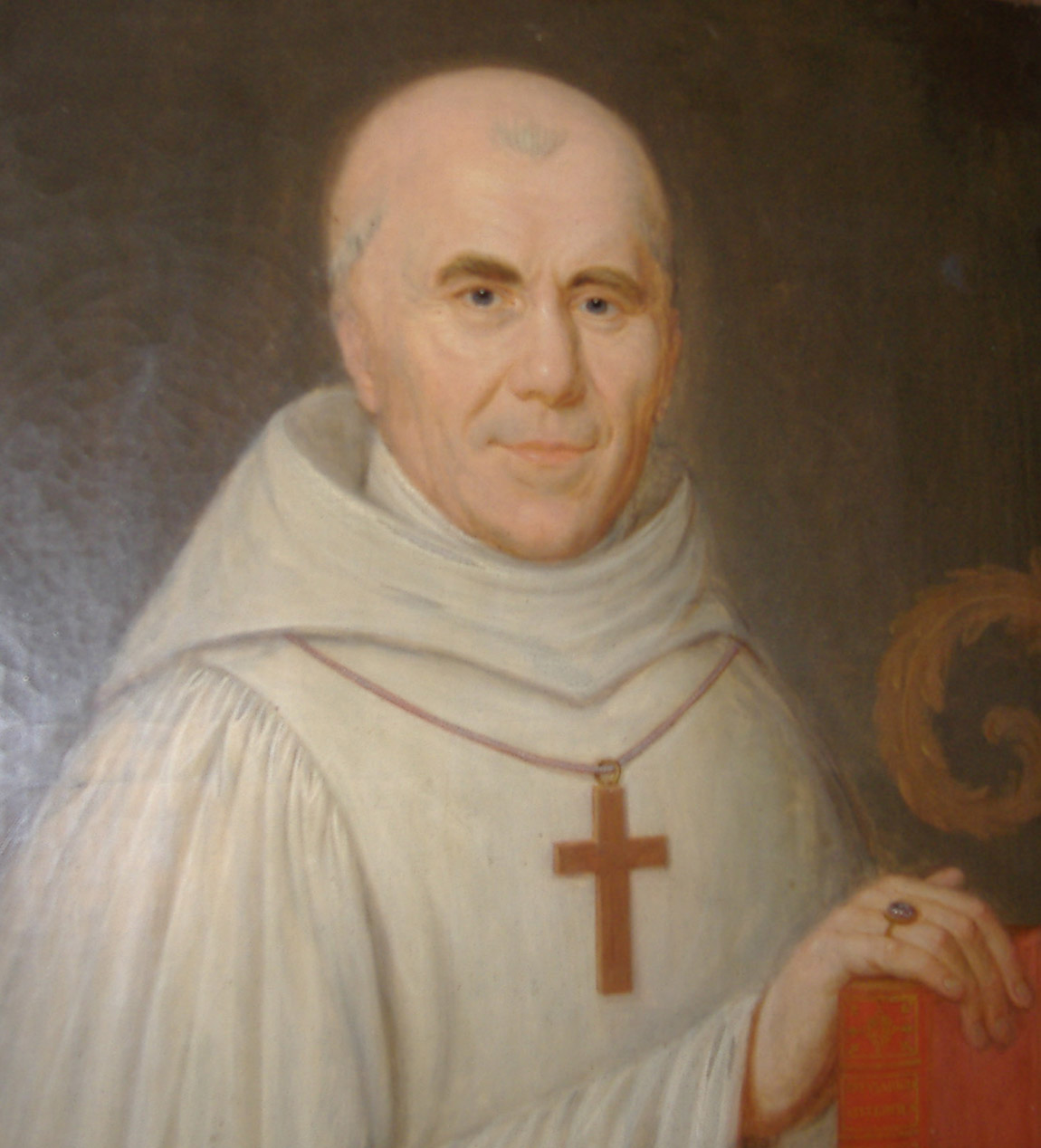
Dom Bernard de Girmont, primer abad de Port du Salut, en 1815

La ceremonia, que en solemnidad difiere solo ligeramente de la de la ordenación de un obispo, tiene lugar durante la celebración de la misa. Hay algunas partes de la celebración que son omitidas, como la imposición del Evangeliario sobre la cabeza, pero antes de la bendición el abad jura fidelidad a la Santa Sede y, como el obispo, es sometido a un examen canónico. Tras la oración de bendición, el abad recibe la mitra, el báculo y el anillo, pero también la regla religiosa (en el caso de los religiosos). Acabada la bendición, el obispo que bendice, los abades presentes y, si las circunstancias lo permiten, otros sacerdotes y los monjes de la comunidad intercambian un saludo de paz con el nuevo abad. Antiguamente, en el ofertorio se le presentaban dos barriles pequeños de vino, dos hogazas de pan y dos velas grandes. No hay cambio de presidencia como en la ordenación episcopal sino que concelebra la misa con el obispo. Al final de la celebración, se canta el Te Deum y el abad recién bendecido, con mitra y báculo, recorre la iglesia bendiciendo a la asamblea. Según el Pontifical Romano, el día elegido para la función debe ser domingo u otro día festivo, a no ser que razones pastorales aconsejen otra cosa. El solemne rito de bendición, una vez completado, no debe repetirse en caso de traslado del abad de un monasterio a otro.

## Autoridad del abad

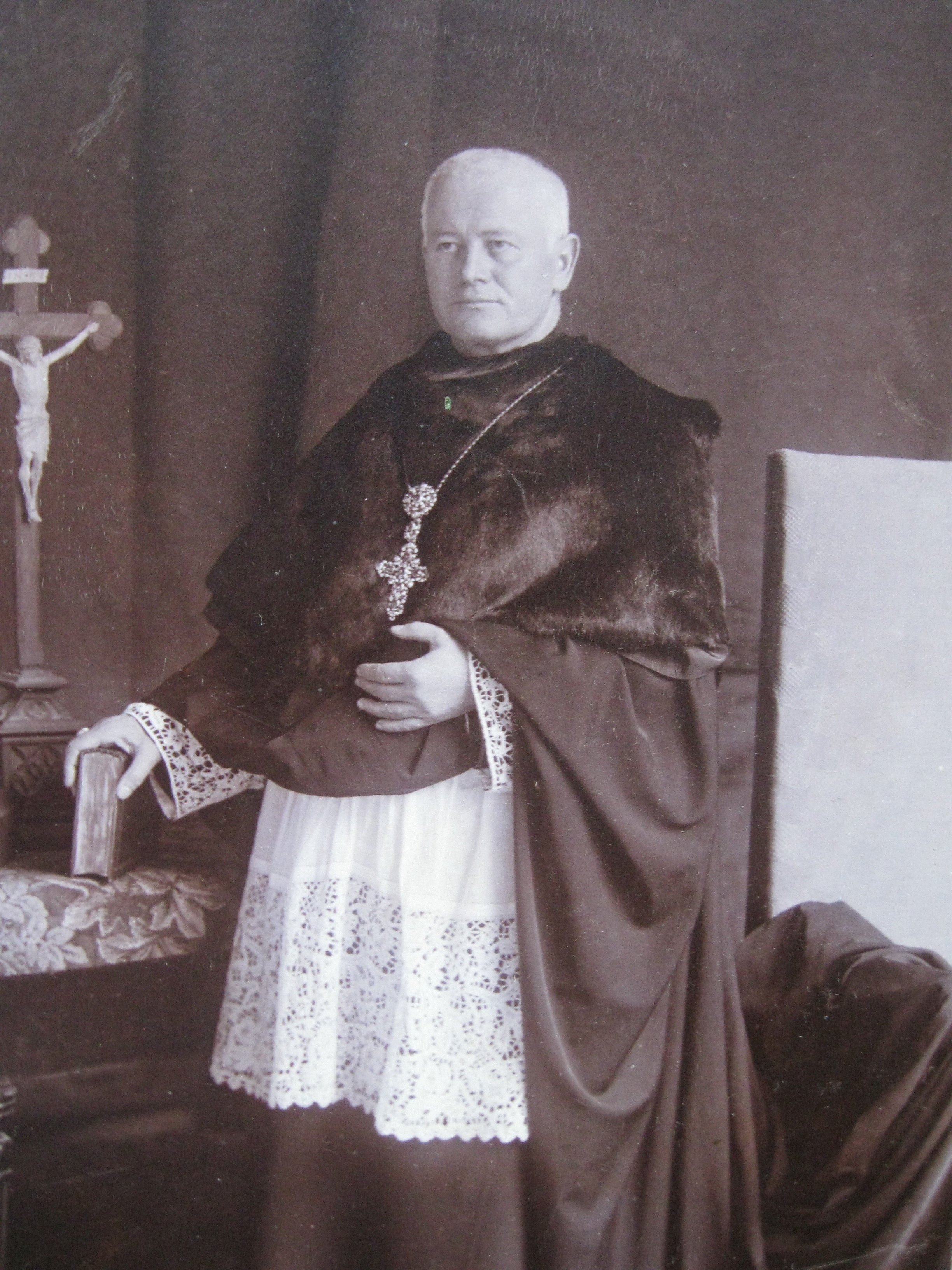
Benedictino Archabbot Schober con traje de prelado y capa magna

La autoridad de un abad se refiere a dos aspectos, uno relacionado con el gobierno externo de la casa y el otro con el gobierno espiritual de sus súbditos. En el primer caso se trata de una autoridad paterna o doméstica, basada en la naturaleza de la vida religiosa y en el voto de obediencia, en el segundo caso es un poder casi episcopal. Su autoridad interna confiere al abad los poderes para administrar las propiedades de la abadía, mantener la disciplina dentro de la casa, obligar a los religiosos, incluso mediante sanciones, a observar la Regla y las constituciones de la orden, y ordenar cualquier cosa que sea necesaria para el mantenimiento de la paz y el orden dentro de la comunidad. El poder de jurisdicción, casi episcopal, que posee el abad,fuero interno que en el fuero externo, le autoriza a absolver a los que le están sujetos de todos los casos de conciencia excepto los especialmente reservados, y delegar esta facultad en los sacerdotes de su monasterio; se pueden reservar los once casos enumerados en las Constituciones de Clemente VIII, Ad futuram rei memoria ; puede infligir censuras eclesiásticas ; puede dispensar a los miembros de su casa en los casos en que la dispensa la concede habitualmente el obispo de la diócesis. Es evidente que no puede dispensar a un religioso de los votos de pobreza, castidad y obediencia.
Los abades, como los monjes sobre los que tenían poder, eran[ ¿Cuándo? ] originalmente laico y sometido al obispo de la diócesis. Sin embargo, no pasó mucho tiempo antes de que se convirtieran en clérigos . Sin embargo, a fines del siglo V, la mayoría de los abades orientales habían sido ordenados. La situación se curó más lentamente en Occidente, pero a finales del siglo VII, también aquí casi todos los abades tenían la dignidad del sacerdocio ministerial . Un concilio celebrado en Roma en 826, durante el pontificado de Eugenio II, sancionó la ordenación de los abades, pero parece que el canon no se siguió estrictamente, porque en el siglo XItodavía leemos acerca de algunos abades que solo eran diáconos . El Concilio de Poitiers (1078) finalmente obligó a todos los abades, bajo pena de privación del título, a recibir órdenes sacerdotales. A partir de este momento, el poder y la influencia de los abades aumentaron tanto en la Iglesia como en el Estado. A finales de la Edad Media, el título de abad se consideraba uno de los más codiciados. En Alemania, once abades ascendieron al rango de príncipes del Imperio y participaron en reuniones de dieta con todos los derechos y privilegios de los príncipes. Los abades de Fuldatambién ejercían el poder supremo sobre las diez millas cuadradas que rodeaban la abadía. En el Parlamento inglés, los abades formaron la masa de pares espirituales . El cargo que ocupaban en todos los rincones del país dio un nuevo impulso a su figura de nobles y magnates locales y, como tales, se les equiparaba con barones o condes de linaje más noble. En el famoso Rollo de los Lores, Lord Richard Whiting y Lord Hugh Farringdon (abades de Glastonbury y Reading ) fueron equiparados a Howard y Talbot.[ eso es?! ] . En Francia, España, Italia y Hungría su poder e influencia fueron igualmente grandes, y continuaron hasta el Concilio de Trento.

## Derechos y privilegios

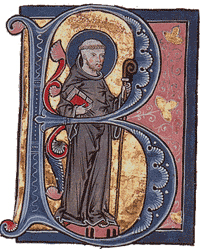
San Bernardo de Claraval, en una iluminación. Note, en su mano, el báculo del abad.

Todos los abades regulares tienen derecho a la tonsura y a conferir órdenes menores a los miembros profesos de su casa. Ya en 787, con motivo del segundo Concilio de Nicea, se permitió a los abades, siempre que fueran presbíteros y hubieran recibido la bendición solemne, realizar la tonsura y promover a los monjes a la orden de lectores. El privilegio que le otorgó este consejo se fue extendiendo gradualmente hasta abarcar todas las órdenes menores. Con el paso del tiempo los abades fueron autorizados a conferirlos no solo a los miembros regulares de la casa, sino también al clero secular.
Sin embargo, el Concilio de Trento estableció que "a partir de ahora no será legal para los abades [...] aunque estén exentos ... de conferir tonsura y órdenes menores a otros que no sean miembros de su casa, ni dichos abades lo harán poder conceder cartas de presentación de clérigos seculares para que sean ordenados por otros». De este decreto se desprende claramente que los abades todavía tienen derecho a conferir tonsura y órdenes menores, pero solo a los miembros de su casa. Por tanto, los novicios, oblatos, habituales de otra orden o congregación y seglares no pueden ser promovidos por el abad. Incluso los abades vere nullius, que ejercen jurisdicción episcopal sobre su territorio, a menos que tengan privilegios especiales, no pueden conferir órdenes menores a sus súbditos seculares. En cuanto a la cuestión de la validez de las órdenes conferidas por un abad, que va más allá de sus propios límites, los canonistas discrepan.

Algunos argumentan que tales órdenes son absolutamente inválidas, otros argumentan que, a pesar de ser conferidas ilegalmente, siguen siendo válidas. Esta última opinión parece haber sido apoyada en varias ocasiones por las decisiones de la Sagrada Congregación del Concilio.[cita requerida] Una cuestión aún más debatida es la relativa a la concesión del diaconado . Algunos canonistas sostienen que el diaconado es una orden menor y que antes del Papa Urbano II (1099) los abades podrían haberlo conferido.[cita requerida] Pero después de la burbuja Exposcit tuae devotioni del 9 de abril de 1489 deInocencio VIII en el que se dice que este privilegio fue otorgado solo a algunos abades cistercienses, solicitudes de este tipo ya no son sostenibles.

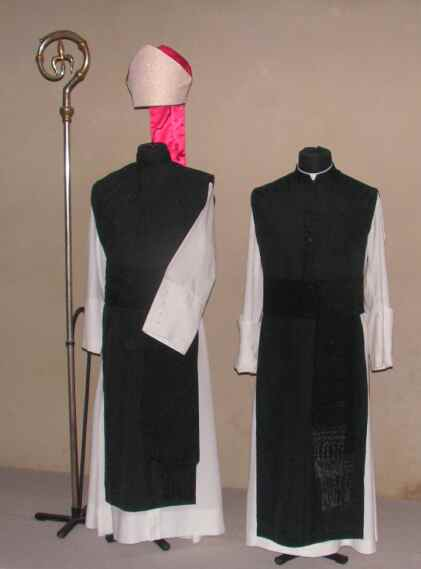
Túnica del abad de la orden monástica cisterciense

Según la ley de la Iglesia, los abades pueden hacer cartas de presentación para los miembros de su casa autorizando y recomendando su ordenación, pero no pueden hacerlo para los seglares sin incurrir en una suspensión. Los abades también están autorizados a dedicar sus abadías y cementerios del monasterio y a volver a dedicarlos en caso de desconsagración. Pueden bendecir vestimentas, manteles de altar, cibori y más para los miembros de la casa y pueden consagrar altares y cálices para su iglesia.
En la cadena jerárquica eclesiástica están inmediatamente debajo de los obispos, precedidos sólo por protonotarii partecipantes y por el vicario general de la diócesis. Se puede agregar que los Abades nullius dioecesis son nombrados por el Papa en un consistorio público y que, dentro del territorio sobre el que ejercen su jurisdicción, su nombre, como el del obispo diocesano, está incluido en el Canon de la Misa .
El uso de la insignia pontificia, mitra, báculo, cruz pectoral, anillo, guantes y sandalias, es uno de los privilegios más antiguos otorgados a los abades. No se sabe con certeza cuándo se introdujo este privilegio, pero hacia 643 la abadía de Bobbio parece haber obtenido del Papa Teodoro I algunas constituciones que confirmaban este privilegio otorgado por el Papa Honorio I al abad.[cita requerida] En Inglaterra, la insignia papal fue otorgada por primera vez al abad de San Agustín en Canterbury en 1063 y casi cien años después al abad de St Albans (Catedral de St Albans ). El privilegio se fue extendiendo gradualmente a las demás abadías hasta que, a finales de la Edad Media, cada casa monástica de cierta importancia fue presidida por un abad mitrado. El derecho de los abades a celebrar pontificios está regulado por un decreto del Papa Alejandro VII . Según los términos del decreto, un abad puede pontificar durante tres días al año.
Se excluye el uso del candelero eptabraccio, normal en un Pontificio Solemne. La mitra del abad debe estar hecha con un material menos costoso que el del obispo y el báculo debe tener un colgante de tela blanca. El abad no puede tener un trono permanente en su iglesia monástica, pero se le permite, solo cuando celebra un pontificio, usar un trono móvil con dos escalones y un dosel simple. Siempre que las funciones rituales lo requieran, también tiene el privilegio de utilizar mitra y báculo. Como signo especial de distinción, algunos abades están autorizados por la Santa Sede para usar la cappa magna, y todos los abades nullius pueden usar la boina púrpura-púrpura yescutelaria del mismo color, idéntica a la de los obispos, mientras que los simples abades llevan la escutelaria de seda negra con hilo morado, como en el uso de algunos prelados canónicos y de los protonotarios apostólicos (el abad de Sant'Ambrogio, de la basílica homónima de Milán, si no es obispo, lleva este gorro negro con hilos violetas, como una concesión especial y antigua).

## Jerarquía abacial
En algunas familias monásticas, existe una jerarquía de precedencia o autoridad entre los abades. En algunos casos, esto es el resultado de que una abadía sea considerada la "madre" de varias abadías "hijas" fundadas como prioratos dependientes de la "madre". En otros casos, las abadías se han afiliado a redes conocidas como "congregaciones". Algunas familias monásticas reconocen una abadía como la casa madre de toda la orden.
- El abad de Sant'Anselmo di Aventino, en Roma, recibe el nombre de "abad primado" y es reconocido como abad mayor de la Orden de San Benito (OSB).Baculo del abad de la abadía de Egmond, en el rizo una representación de la coronación de María por Cristo, representaciones de santos y apóstoles en esmalte translúcido en el rizo y el nodus, entre 1325 y 1349, Museo Catharijneconvent

Baculo del abad de la abadía de Egmond, en el rizo una representación de la coronación de María por Cristo, representaciones de santos y apóstoles en esmalte translúcido en el rizo y el nodus, entre 1325 y 1349, Museo Catharijneconvent

- Un presidente abad es el jefe de una congregación (federación) de abadías dentro de la Orden de San Benito (por ejemplo, la Congregación Inglesa, la Congregación Casinesa Americana, etc.), o de los Cistercienses (O. Cist.)
- Un archabbot es el jefe de algunos monasterios que son las casas madre de otros monasterios (por ejemplo, Saint Vincent Archabbey, Latrobe, Pensilvania)
- Mauro-Giuseppe Lepori O. Cist. es el actual Abad General de los Cistercienses de la Observancia Común.

## Los abades modernos
El título abbé (francés; Ital. Abate ), como se usa comúnmente en la Iglesia Católica en el continente europeo, es el equivalente del inglés "Father" (etimología paralela), y se aplica libremente a todos los que han recibido la tonsura. Se dice que este uso del título se originó en el derecho concedido al rey de Francia, por el concordato entre el Papa León X y Francisco I (1516), para nombrar abades comendadores ( abbés commendataires ) para la mayoría de las abadías en Francia. La expectativa de obtener estas sinecuras atrajo a los jóvenes hacia la iglesia en un número considerable, y la clase de abades así formada:abbés de cour a veces se les llamaba, ya veces (irónicamente) abbés de sainte espérance ("abbés de santa esperanza; o en un jeu de mots,"de Santa Esperanza") - llegaron a ocupar un puesto reconocido. que tenían con la iglesia era del tipo más esbelto, consistente principalmente en adoptar el título de abad, después de un curso notablemente moderado de estudios teológicos, practicar el celibato y llevar una vestimenta distintiva, un abrigo corto violeta oscuro con cuello estrecho. aprendizaje y ocio indudable, muchos de la clase encontraron admisión en las casas de la nobleza francesa como tutores o consejeros.Casi toda gran familia tenía su abad.La clase no sobrevivió a la Revolución; pero el título de cortesía de abad, habiendo perdido durante mucho tiempo toda conexión en la mente de las personas con cualquier función eclesiástica especial, permaneció como un término general conveniente aplicable a cualquier clérigo.

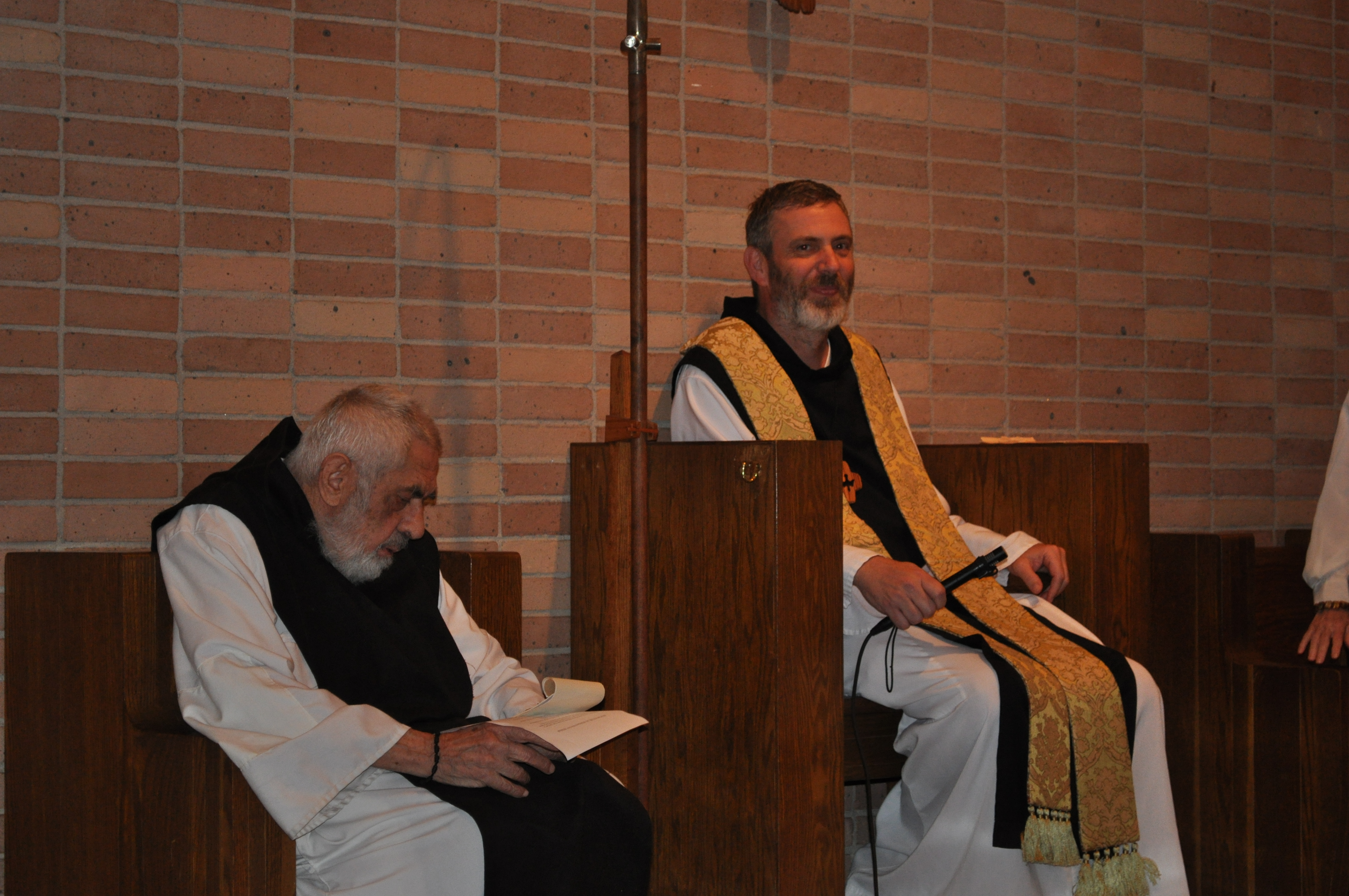
El abad Francis Michael y el prior Anthony Delisi (a la izquierda) del Monasterio del Espíritu Santo, un monasterio trapense en Conyers, Georgia, EE.UU.

## Tipos de abad

### Abad regular
Según el derecho canónico, un abad regularmente elegido y confirmado que ejerce las funciones de su cargo se define como abad regular. Los abades regulares son prelados en el verdadero sentido de la palabra y su dignidad se divide en tres grados.
- Un abad que preside únicamente eclesiásticos y laicos vinculados a su monasterio pertenece al rango más bajo y su jurisdicción implica lo que se denomina exención pasiva (exetio passiva) de la autoridad del obispo diocesano .
- Si la jurisdicción de un abad se extiende más allá de los límites de su abadía a los habitantes, tanto eclesiásticos como laicos, de un determinado distrito o territorio que forman parte integrante de la diócesis de un obispo, pertenece al grado intermedio (praelatus quasi nullius dioecesis) y su exención se denomina activa (exención activa).
- Finalmente, cuando un abad tiene jurisdicción sobre el clero y los laicos de un distrito o territorio (incluidas una o más ciudades) que se extiende sobre varias diócesis, su abadía está diseñada como vere nullius dioecesis (sin diócesis) y, salvo algunos derechos [ confuso ], se requiere el ordo episcopalis para su ejercicio . Su autoridad es igual a la de un obispo. Este es el tercer y más alto grado de dignidad de Abad. No existe una abadía de vere nullius en los Estados Unidos de América y el Reino Unido . En otros países, entre las abadías de esta clase se pueden mencionar: en Italia, la archabadía de Montecassino, fundada por San Benito hacia el 529 ; en el pasado la abadía de San Colombano di Bobbio, fundada en 614, la abadía de Subiaco, actualmente formada por una sola parroquia; la abadía de Santa Maria VG y los XII Apóstoles en Bagnara Calabra, fundada por el Conde Roger I de Sicilia en el año 1085; la abadía de Montevergine, cerca de Avellino y fundada por San Guglielmo da Vercelli en 1124, la abadía de la Santissima Trinità di Cava, fundada en 1011y la abadía de Monte Oliveto Maggiore, fundada en 1313 por San Bernardo Tolomei. En Suiza, la Abadía de Einsiedeln, fundada alrededor del año 934. En Hungría, la arcabadía de San Martino (Martinsberg), fundada en 1001 por San Esteban, rey de Hungría. En Australia Occidental, la abadía de Nuova Norcia.

Todas las abadías exentas, sin importar el título canónico o el grado de exención, están bajo la jurisdicción directa de la Santa Sede. El término exento no se aplica a un abad nullius porque su jurisdicción es completamente extraterritorial. Dentro de los límites de su territorio, este abad tiene, con pocas excepciones, los derechos y privilegios de un obispo, y también asume todas sus obligaciones. En cualquier caso, los abades de segundo grado cuya autoridad (aunque casi episcopal) es intradiocesana, no pueden ser considerados obispos, ni pueden reclamar derechos y beneficios episcopales, salvo, por supuesto, aquellos a quienes les ha sido concedido directamente por el Santo.

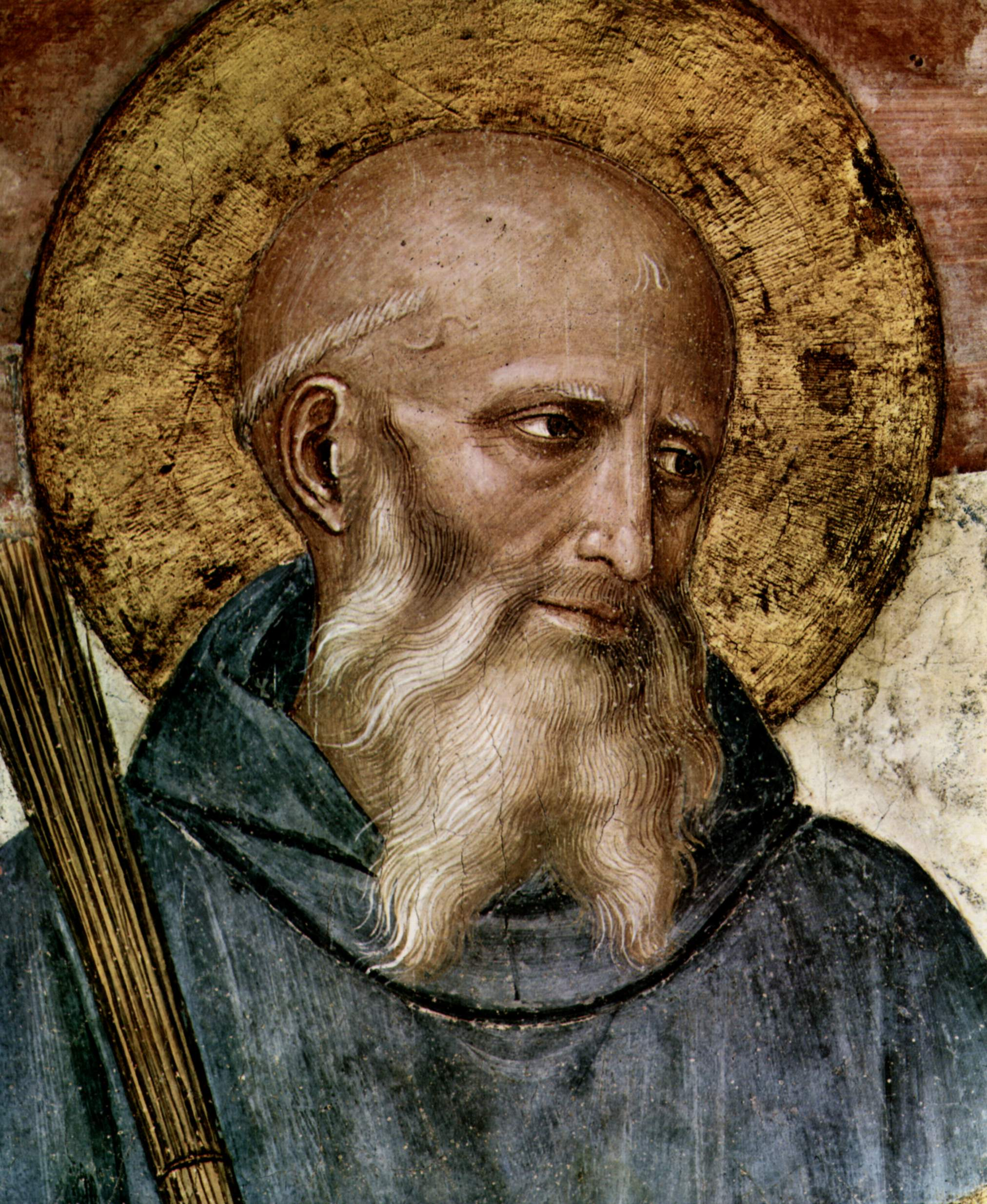
San Benito, interpretado por Fra Angelico. En su regla, definió algunas de las normas relacionadas con el cargo abacial.

### Abad general o abad presidente o archiabad y abad primado
Cuando los monasterios en los que se sigue la misma regla, o las abadías de la misma provincia, distrito o país, forman una congregación, es decir, una federación de casas para promover los intereses generales de la Orden, el abad que la preside se llama "abad primado" o "abad presidente", o "abad general" o "arciabate".

### Abad titular y abad secular
Otro tipo de abad regular es el "abad titular". Un abad titular tiene el título de una abadía que ha sido destruida o suprimida, pero no ejerce ninguna de las funciones de un abad y no tiene a su cargo un súbdito perteneciente al monasterio del que deriva su título.
La ley de la Iglesia también reconoce a los "abades seculares", clérigos que, aunque no profesan ser miembros de ninguna orden monástica, poseen un título de abadía como beneficio eclesiástico, y también tienen algunos privilegios del oficio. Estos beneficios, que originalmente pertenecían a las casas monásticas, con su supresión fueron transferidos a otras iglesias. Hay varias clases de abades seculares: algunos tienen derecho a usar la insignia pontificia ; otros tienen sólo la dignidad abacial sin ninguna jurisdicción, mientras que todavía otra clase tiene en algunas catedrales la principal dignidad y el derecho de precedencia en el coro y en las reuniones, en virtud del legado de antiguas iglesias conventuales suprimidas o destruidas que eran catedrales, o por algún privilegio secualar, como las Colegiatas de Játiva o Gandía, en España, cuyos párrocos-deanes tienen el título de abad y son bendecidos con el mismo ritual y usan prebendas episcopales.

### Abad Imperial

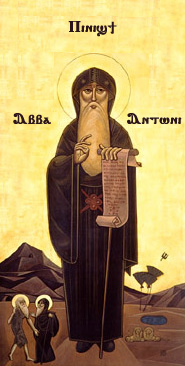
San Antonio Abad, Fundador de los Ermitaños y Personaje Ejemplar de la Piedad Cristiana

"Abad imperial" fue quien dirigió una "abadía imperial". Las "abadías imperiales" (en alemán: Reichsabteien o Reichsklöster o Reichsstifte ) eran casas religiosas del Sacro Imperio Romano Germánico que durante la mayor parte de su existencia habían mantenido el estado de Reichsunmittelbarkeit ("protectorado imperial"): en virtud de esto, muchos de estaban sujetos únicamente a la autoridad imperial y muchos territorios relacionados con ellos eran soberanos (pero de pequeño tamaño), independientes de cualquier otra realidad territorial. Este estadotrajo numerosas ventajas políticas y financieras, como la inmunidad legal de la autoridad local del obispo, así como derechos y dones de diversa índole y procedencia.
El jefe de una abadía imperial era generalmente un "abad imperial" ( Reichsabt ) o, para las abadías femeninas, una "abadesa imperial" (Reichsäbtissin). El jefe de un Reichspropstei, un preboste imperial o un priorato, era generalmente un Reichspropst . Muchas de las abadías más grandes tenían el papel de principados eclesiásticos y estaban dirigidas por un "príncipe abad" o un "príncipe preboste" (Fürstabt, Fürstpropst), con un estatus comparable al de un príncipe-obispo.

### Otros tipos de abad

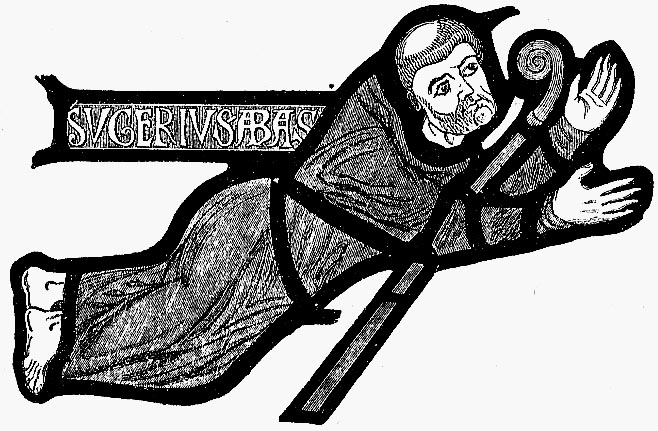
Abad Suger de la abadía de Saint-Denis

En los primeros siglos de la Edad Media el título de abad no se debía solo a los superiores de las casas religiosas, sino también a un cierto número de personas, eclesiásticos y laicos, que no tenían relación con el sistema monástico. San Gregorio de Tours, por ejemplo, lo usó para designar al superior de un grupo de sacerdotes seculares vinculados a ciertas iglesias y más tarde, bajo los merovingios y los carolingios, se usó para designar al capellán de la familia real, abbas palatinus, y el capellán militar del rey, abbas castrensis. 
Desde la época de Carlos Martel hasta el siglo XI también fue adoptado por los laicos, los abicondes o abicómites (abbacomites o abbates milites), en su mayoría nobles dependientes de la corte, o viejos oficiales, a quienes el soberano asignaba una parte de los ingresos producidos por algún monasterio como recompensa por el servicio militar.
Los "abades comendatarios" (clérigos seculares, a veces seglares pertenecientes a la nobleza, que no tenían una abadía in titulum, sino in commendam) se originaron en el sistema de commendas, común desde el siglo VIII en principio eran simplemente fideicomisarios a los que se confiaba la administración de una abadía durante las vacaciones del abad regular, pero con el tiempo retuvieron el cargo de por vida y exigieron parte de los ingresos para la manutención personal. La práctica de nombrar abades comendatarios dio lugar a graves abusos y estaba estrictamente regulada por el Concilio de Trento. Esta práctica ha desaparecido por completo en la actualidad.

## Cristiano oriental
En las iglesias ortodoxa oriental y católica oriental, el abad se conoce como hegumen. La superiora de un monasterio de monjas se llama Hēguménē. El título de archimandrita (literalmente, la cabeza del recinto) solía significar algo similar.

En Oriente [se necesita aclaración ], el principio establecido en el Corpus Juris Civilis todavía se aplica, según el cual la mayoría de los abades están sujetos inmediatamente al obispo local. Aquellos monasterios que disfruten del estatus de estauropegia estarán sujetos solo a un primado o su Sínodo de Obispos y no al obispo local.

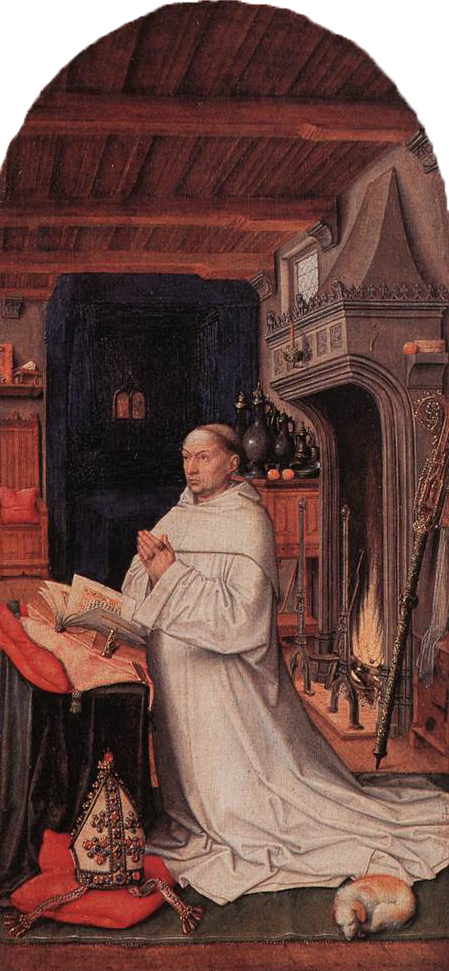
Abad Christian de Hondt

## La oficina del abad
La concepción benedictina de una comunidad monástica era claramente la de una familia espiritual. Cada monje sería hijo de esa familia, el abad su padre y el monasterio su hogar permanente. El abad, por tanto, como cualquier padre de familia, tiene la responsabilidad de dirigirse y gobernar a los que están a su cargo; su trabajo debe estar caracterizado por una solicitud paternal. San Benito dice que "un abad digno de estar a cargo de un monasterio debe recordar siempre el título que se le llama", y que "considerando que ha sido llamado en su nombre, en el monasterio representa a la persona de Cristo".»(Regla de San Benito, II). El sistema monástico establecido por San Benito se basó completamente en la supremacía del abad.
Aunque la Regla le da al abad indicaciones de gobierno, le proporciona los principios sobre los que actuar y le obliga a seguir ciertas prescripciones, como la consulta con otros para asuntos particularmente complicados, los monjes están obligados a respetar las decisiones sin cuestionar ni vacilar. del superior. No hace falta decir que esta obediencia no se aplica en el caso de órdenes destinadas a hacer daño. La obediencia mostrada al abad se considera obediencia debida a Dios mismo, y todo el respeto y reverencia con que es tratado por los hermanos se le da gracias al amor a Cristo, porque como abad (padre) es el representante. de Cristo en medio de los hermanos. Todo el gobierno de una casa religiosa recae sobre los hombros del abad. Su voluntad es suprema en todas las cosas; como dice la Regla,
Todos los que le ayudan en las tareas domésticas son nombrados por él y su autoridad se deriva de él. El abad puede despedirlos a su discreción. En virtud de su cargo, es también administrador de los bienes materiales de la comunidad, ejerce la supervisión general para el mantenimiento de la disciplina monástica, vela por la custodia de la Regla, castiga y, en caso de necesidad, excomulga al refractario, preside. el coro durante el recita el oficio y el servicio divino y da bendiciones . En pocas palabras, une en su persona el oficio de padre, maestro y director, y es su deber específico asegurarse de que todas las cosas de la casa del Señor sean administradas sabiamente.

## Presencia en concilios y sínodos
Los abades comenzaron a asistir a los consejos eclesiásticos desde muy temprano. En 448, 23 archimandritas y abades asistieron a la celebrada por Flaviano, patriarca de Constantinopla y, junto con 30 obispos, firmaron la condena de Eutyches . En Francia, bajo los reyes merovingios, a menudo asistían a los sínodos como delegados de los obispos, mientras que en la Inglaterra sajona y España la presencia de superiores monásticos en los concilios de la Iglesia era absolutamente normal. Sin embargo, en Occidente, su presencia no se convirtió en una práctica común hasta el VIII Concilio de Toledo ( 653), a la que asistieron 10 abades que, en virtud de su oficio pastoral, firmaron todos los acuerdos.

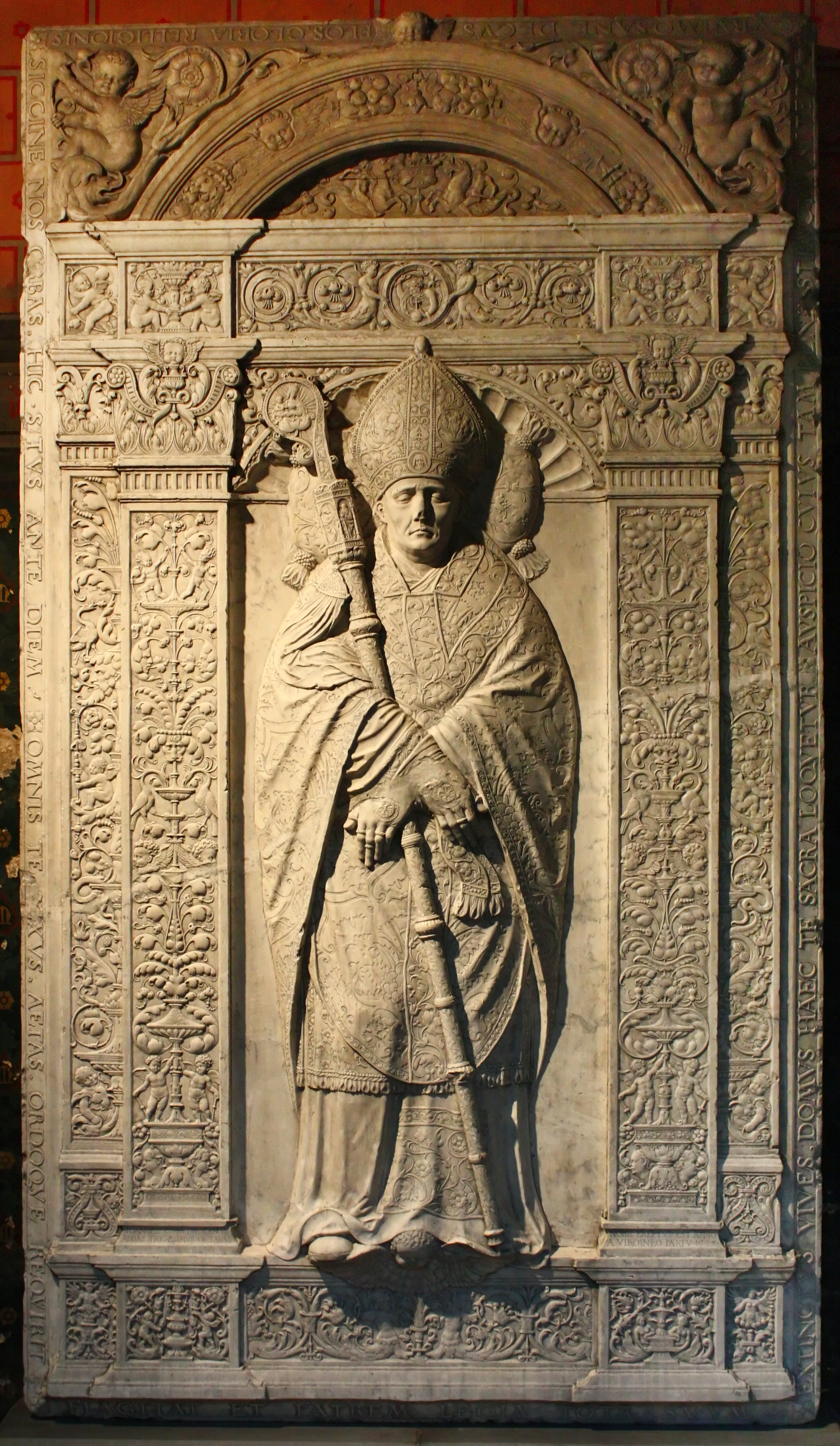
Lápida para el abad Saint Jacques le Mineur

A partir del siglo VIII, los abades también tuvieron voz en los concilios ecuménicos . Cabe señalar que posteriormente los abades fueron invitados a asistir a dichos concilios y tenían derecho a voto porque ellos también, como los obispos, ejercían poder jurisdiccional en la Iglesia de Dios . Al respecto, el Papa Benedicto XIV dijo: " Item sciendum est quod cuando en Conciliis generalibus soli episcopi habebant vocem definitivam, hoc fuit quia habebant Administrationem populi [...] Postea additi fuere Abbates eâdem de causâ, et quia habebant Administrationem subjectorum ". En el juramento del abad recién elegido, antes de recibir la bendición, también se prevé el deber de asistir a los consejos:Vocatus ad synodum, veniam, nisi praepeditus fuero canonica praepeditione (Pontifical Romano, De Benedictione Abbatis ).
En el cumplimiento de este deber, el abad debe guiarse por los cánones sagrados. Según la costumbre actual de la Iglesia, todos los abades nullius diocesis o con jurisdicción cuasiepiscopal tienen derecho a asistir a los concilios ecuménicos. También tienen derecho a voto y pueden firmar resoluciones. También deben estar presentes los abades presidentes de la congregación y los abades generales de una orden. Ellos también tienen derecho a voto. Las otras clases de abades no fueron admitidas en el Concilio Vaticano de 1870 . En los sínodos provinciales y los consejos nacionales, los abades nullius tienen, de jure, voto de calidad, y los obispos firman posteriormente las resoluciones. Su presencia en estos sínodos no es un simple derecho para ellos, sino un deber. Según las prescripciones del Concilio de Trento, están obligados, "como los obispos que no están sujetos a ningún arzobispo, a elegir un metropolitano a cuyos sínodos deben asistir", y están obligados a "observar y hacer cumplir lo que se decida allí ".
Aunque los otros abades no deben ser convocados de jure a los consejos provinciales o nacionales, es costumbre, en varios países, invitar también a los abades mitrados que tienen jurisdicción únicamente sobre sus conventos. Así, en el Segundo Concilio Plenario de Baltimore ( 1866 ) estuvieron presentes tanto el abad de los cistercienses como el abad presidente de la congregación benedictina casinesa americana y ambos firmaron las resoluciones. En el tercer Consejo Plenario de Baltimore ( 1884) había seis abades mitrados, dos de los cuales, el abad presidente de la congregación casinesa americana y de la congregación benedictina americana suiza, ejercían el derecho al voto, mientras que los otros cuatro tenían sólo una función consultiva y firmaban las resoluciones sólo como auditores. En la práctica común, por lo general, los abades exentos no están obligados a participar en los sínodos diocesanos.

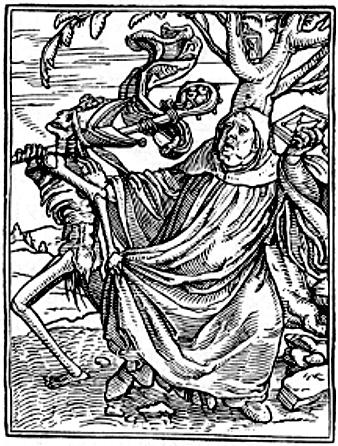
"Abbas", de La danza de la muerte, de Hans Holbein el Joven

## Abades en el arte y la literatura
"El Abad" es uno de los arquetipos tradicionalmente ilustrados en escenas de Danza Macabra .
Las vidas de numerosos abades constituyen una contribución significativa a la hagiografía cristiana, siendo una de las más conocidas la Vida de San Benito de Nursia de San Gregorio Magno .
Durante los años 1106-1107 d. C., Daniel, un abad ortodoxo ruso, hizo una peregrinación a Tierra Santa y registró sus experiencias. Su diario fue muy leído en toda Rusia, y sobreviven al menos setenta y cinco copias manuscritas. San José, abad de Volokolamsk, Rusia (1439-1515), escribió varias obras influyentes contra la herejía y sobre la disciplina monástica y litúrgica y la filantropía cristiana .
En la serie Tales of Redwall, las criaturas de Redwall están dirigidas por un abad o abadesa. Estos "abades" son nombrados por los hermanos y hermanas de Redwall para servir como superiores y proporcionar cuidados paternos, al igual que los verdaderos abades.
"El Abad" era un apodo de RZA del Clan Wu-Tang .